# Giorno di dio
Giorno di dio (Mahana no atua) è un dipinto a olio su tela (68,3x91,5 cm) realizzato nel 1894 dal pittore francese Paul Gauguin.
È conservato nell'Art Institute di Chicago.

## Descrizione dell'opera
Il quadro è stato dipinto in Francia nell'intervallo tra due soggiorni a Tahiti. Viene mostrata una cerimonia in onore di una divinità, raffigurata nella statua visibile al centro del dipinto. I personaggi che appaiono nel dipinto sono esclusivamente donne. Le chiazze in primo piano sono i riflessi che la variopinta vegetazione polinesiana produce sulla superficie del mare. Si capisce che si tratta di acqua e non di vegetazione poiché una delle donne vi immerge i piedi.